# Megachile opposita
Megachile opposita är en biart som beskrevs av Smith 1853. Megachile opposita ingår i släktet tapetserarbin, och familjen buksamlarbin. Inga underarter finns listade i Catalogue of Life.